# Mistrovství světa v zápasu ve volném stylu 1981
Mistrovství světa v zápasu ve volném stylu 1981 se uskutečnilo v Skopji, v Jugoslávii.

## Přehled medailí

### Volný styl
| Kategorie | Zlato                | Stříbro              | Bronz             |
| --------- | -------------------- | -------------------- | ----------------- |
| 48 kg     | Sergej Kornilajev    | Son Kab-to           | Billy Rosado      |
| 52 kg     | Tošio Asakura        | Hartmut Reich        | Nanzadyn Büregdaa |
| 57 kg     | Sergej Beloglazov    | Stefan Ivanov        | Hideaki Tomijama  |
| 62 kg     | Simeon Šterev        | Marian Skubacz       | Viktor Alexejev   |
| 68 kg     | Sajpulla Absaidov    | Šaban Sejdiu         | Kamen Penev       |
| 74 kg     | Martin Knosp         | Valentin Rajčev      | Leroy Kemp        |
| 82 kg     | Christopher Campbell | Efraim Kamberov      | Grigorij Daňko    |
| 90 kg     | Sanasar Oganisjan    | Ivan Ginov (BUL)     | Uwe Neupert       |
| 100 kg    | Roland Gehrke        | Greg Gibson          | Ilja Mate         |
| +100 kg   | Salman Chasimikov    | Reza Soukhteh-Saraei | Adam Sandurski    |

## Týmové hodnocení
| Pořadí | Muži volný styl  | Muži volný styl |
| Pořadí | Tým              | Body            |
| ------ | ---------------- | --------------- |
| 1      | Sovětský svaz    | 42              |
| 2      | Bulharsko        | 33              |
| 3      | USA              | 28              |
| 4      | Východní Německo | 17              |
| 5      | Írán             | 17              |
| 6      | Japonsko         | 15              |